# Водяна (притока Верхньої Терси)
Водяна — річка в Україні, ліва притока Верхньої Терси у Синельниківському районі Дніпропетровської області та Новомиколаївському районі Запорізької області. Сточище Дніпра. 
Довжина 17 км. Площа сточища 66,2 км². Похил річки 4,2 м/км.
Відстань від гирла Вищої Терси до гила Водяної — 11 км.
Над річкою положено село Новогригорівка.